# Задорожье (Вологодская область)
Задорожье — деревня в Вожегодском районе Вологодской области.
Входит в состав Вожегодское городское поселение, с точки зрения административно-территориального деления — в Вожегодский сельсовет.
Расстояние до районного центра Вожеги по автодороге — 4 км. Ближайшие населённые пункты — Емельяновская, Холуй, Вожега.
По данным переписи в 2002 году постоянного населения не было.